# Kronosz
Kronosz (görög Κρόνος, latinos Cronus) Zeusz apja a görög mitológiában. Római megfelelője Saturnus, mely név nem a görög mitológiából vezethető le, hanem az etruszk Satre átvétele. Önálló kultusza nem volt a numen elképzeléseket felváltó római mitológiában. Valószínűleg nyugat-anatóliai minták, Kumarbi mítoszai (például az Égi királyság) szolgáltak alapul a görög theomakhia – az istenek küzdelmeinek, generációs ellentéteinek elképzelése – kialakulásához.

## Születése
Uranosz és Gaia gyermeke, a tizenkét titán legfiatalabbja. Az olümposzi istenek egyik atyja. Amikor Gaia, a föld istene világra hozta az óriás titánokat, Uranosz, az ég istene megrémült látványuktól, de legfőképpen megijedt gyermekei erejétől és hatalmasságától. Így az ég istene azt mondta Gaiának, hogy rútságuk miatt az alvilágban, a Tartaroszban fognak élni. A föld mélyén azonban nagyon keserves az élet, és szerető anyjuk egyre nehezebben viselte, hogy a titánoknak ilyen sanyarú sorsot szánt apjuk. Egy nap Gaia megelégelte Uranosz kegyetlenségét, olyan fájdalmat okoz neki az, hogy az ég istene teherbe ejti, majd szinte összes gyermekét a föld mélyére száműzi, hogy elhatározta, bosszút áll rajta úgy, hogy megfosztja férfiasságától. Remélte, hogy ezzel jobb belátásra téríti Uranoszt.

## A hatalom megszerzése

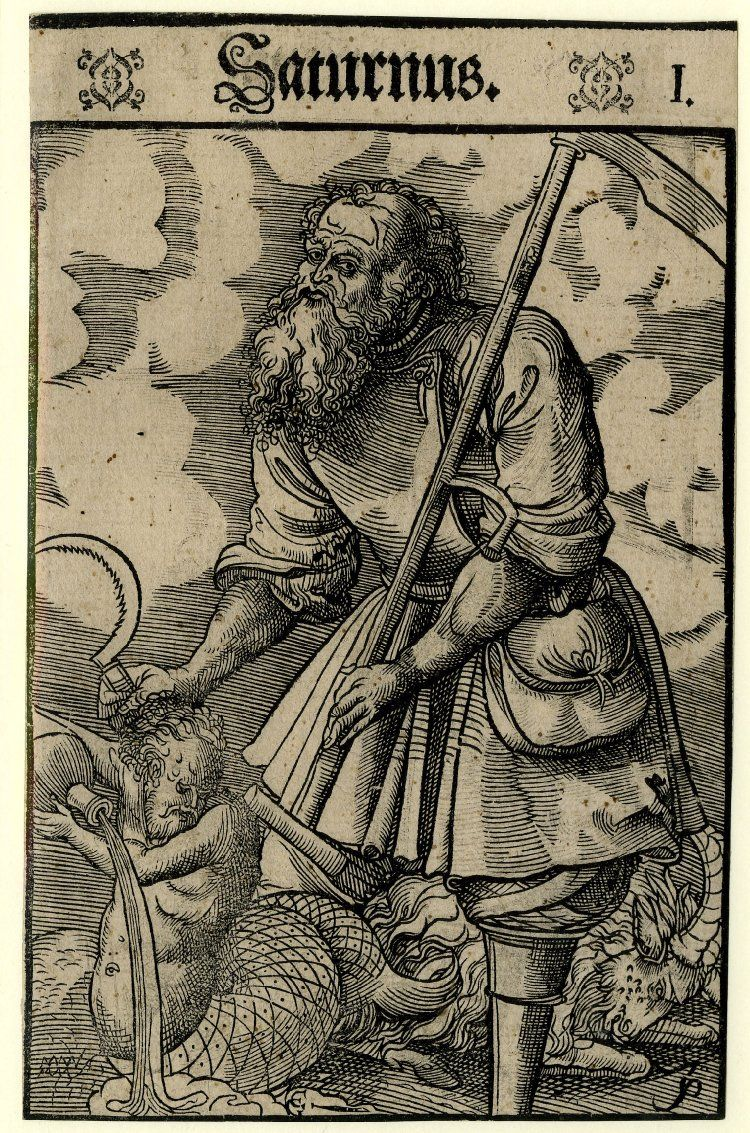
Kronosz (Szaturnusz) istent gyakran ábrázolják sarlóval

Tervét egyedül nem tudta végrehajtani, így azt előadta gyermekeinek, akiket szavaira elfogott a félelem. Egyedül Kronosz vállalta a feladatot. Gaia létrehozott méhében egy fehér fémet, és óriási, gyémánt keménységű sarlót készített belőle. Kronosz megragadta az élesre fent sarlót, és várta az alkalmas pillanatot. Mikor Uranosz megjelent, hogy ismét lefeküdjön Gaiával, előugrott rejtekéből, és levágta atyja nemi szervét (kasztrálta). Az üvöltő istenség vére a földre hullott, és ebből születtek meg az Erinnüszök, a Gigászok és a Meliák. Kronosz a levágott szervet a dühöngő tenger habjaiba vetette, amelyből így kikelt a gyönyörűséges Aphrodité. Ezután a titánok felhozták a föld mélyéből a három küklopszot: Brontészt, Szteropészt és Argészt, valamint a három ötvenfejű százkezűt, a hekatonkheireket, s megfosztották Uranoszt hatalmától, és Kronoszt tették meg az ég urává. Kronosz nem hálálta meg félelmetes testvérei jótettét. Ő is rettegett százkezű öccseitől, kezüket széttéphetetlen bilincsbe verte, és bezárta őket az alvilág mélyére, a Tartaroszba. A titánok nőül vették nővéreiket, és számos istenmagzatot nemzettek.

## Az aranykor
Miután Uranoszt megfosztották az istenek trónjáról, Kronosz feleségül vette saját testvérét, Rheát, és együtt uralkodtak emberek és istenek felett. Uralma alatt élte aranykorát a világ. Az emberekben ekkor még nem dolgozott az irigység, kapzsiság vagy bármi erőszak. Nem ismerték a csak nehéz munkával biztosítható megélhetést és a törvényeket sem. A teljes harmóniát azonban megbontotta Gaia jóslata, amely szerint Kronosz trónját saját gyermeke fogja megdönteni.

## Az Olümposz

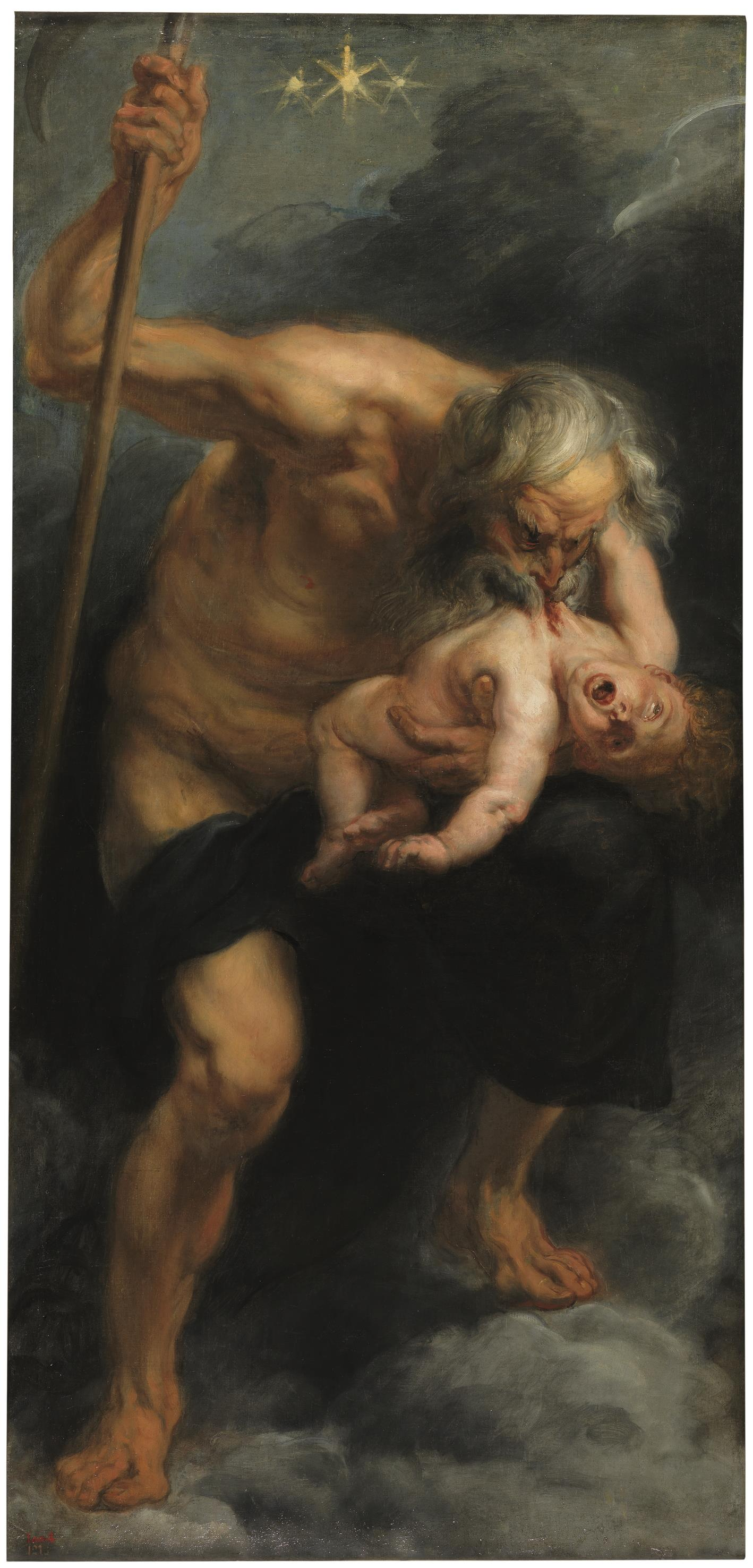
Kronosz és Poszeidón Rubens festménye

Ezt hallván Kronosz úgy döntött, hogy lenyeli összes utódját. Rheia három leányt és két fiút szült Kronosznak, aki sorban le is nyelte őket. Hesztia, Démétér, Héra, Poszeidón és Hadész után azonban Rheia megelégelte férje kegyetlenségét, és Gaia segítségével titokban szülte meg Zeuszt, akit ezután Kréta szigetén neveltek fel nimfák és egy anyakecske. A gyermek helyett egy nagy követ pólyált be Rheia, és Kronosz nem törődve a dologgal, le is nyelte azt. A titánok kora hamarosan lejárt, hiszen
Zeusz felcseperedett, és Gaia, valamint Métisz segítségével sikerült meghánytatnia apját. Így öt testvére újból napvilágra került. Mire Kronosz feleszmélt, Zeusz testvéreivel és szövetségeseivel megtámadta a titánokat. Eget-földet rázó, hosszú háború tört ki, amely sok mindent elpusztított a földön. A háborúban végül Zeusz győzött, és a titánokat a Tartaroszba záratta. Ezután elfoglalhatta apja helyét az istenek és emberek trónján.
A római regék szerint Kronoszt nem a Tartaroszba zárta Zeusz, hanem száműzte apját. Kronosz Itáliában telepedett le, és Saturnus néven birodalmat alapított, ami Itália aranykora lett